# Category III
Category III of CAT III is een officiële classificatie voor Aziatische films die geweld, seks of andere mogelijk aanstootgevende zaken op een extreme manier in beeld brengen. Titels die in deze klasse worden ingedeeld, mogen niet verkocht, verhuurd of vertoond worden aan personen die jonger zijn dan achttien jaar. Het merendeel van CAT III-films betreft horrorfilms en films die in ieder geval voor een deel uit horror en/of extreem geweld bestaan. 
Het indelen van titels in CAT III was oorspronkelijk een puur pedagogisch instrument. Het Hong Kong Motion Picture Rating System paste deze classificatie met ingang van 1988 hoofdzakelijk toe op in Hongkong gemaakte films, een middel enigszins vergelijkbaar met het 'niet geschikt voor mensen jonger dan 16'-symbool van de Nederlandse Kijkwijzer. Later werd de classificatie CAT III (ook) een statussymbool waar makers hun producties doelbewust mee gingen identificeren om daarmee een in extreme films geïnteresseerd publiek aan te trekken. Zodoende dragen ook titels die niet uit Hong Kong komen het label CAT III, bijvoorbeeld Audition (1999), Blood Sisters (2000), Ichi the Killer (2001), Cruel Restaurant (2008) en Meat Grinder (2009).